# Selección de fútbol sub-23 de Suecia
La Selección de fútbol sub-23 de Suecia, conocida también como la Selección olímpica de fútbol de Suecia, es el equipo que representa al país en Fútbol en los Juegos Olímpicos y en la Eurocopa Sub-21, y es controlada por la Asociación Sueca de Fútbol.

## Palmarés
- Eurocopa Sub-21: 0
  - Finalista: 1

1992

## Estadísticas

### Juegos Olímpicos
| Récord | Récord                  | Récord       | Récord       | Récord       | Récord       | Récord       | Récord       | Récord       |    | Récord Clasificatorio | Récord Clasificatorio | Récord Clasificatorio | Récord Clasificatorio | Récord Clasificatorio | Récord Clasificatorio |
| Año    | Ronda                   | Pos.         | J            | G            | E            | P            | GF           | GC           | J  | G                     | E                     | P                     | GF                    | GC                    |                       |
| ------ | ----------------------- | ------------ | ------------ | ------------ | ------------ | ------------ | ------------ | ------------ | -- | --------------------- | --------------------- | --------------------- | --------------------- | --------------------- | --------------------- |
| 1992   | Cuartos de final        | 7.º          | 4            | 1            | 2            | 1            | 6            | 3            | 12 | 7                     | 3                     | 2                     | 21                    | 7                     |                       |
| 1996   | No clasificó            | No clasificó | No clasificó | No clasificó | No clasificó | No clasificó | No clasificó | No clasificó | 8  | 5                     | 1                     | 2                     | 15                    | 4                     |                       |
| 2000   | No clasificó            | No clasificó | No clasificó | No clasificó | No clasificó | No clasificó | No clasificó | No clasificó | 8  | 2                     | 0                     | 6                     | 7                     | 15                    |                       |
| 2004   | No clasificó            | No clasificó | No clasificó | No clasificó | No clasificó | No clasificó | No clasificó | No clasificó | 15 | 8                     | 4                     | 3                     | 31                    | 21                    |                       |
| 2008   | No clasificó            | No clasificó | No clasificó | No clasificó | No clasificó | No clasificó | No clasificó | No clasificó | 4  | 3                     | 0                     | 1                     | 8                     | 6                     |                       |
| 2012   | No clasificó            | No clasificó | No clasificó | No clasificó | No clasificó | No clasificó | No clasificó | No clasificó | 10 | 6                     | 2                     | 2                     | 17                    | 10                    |                       |
| 2016   | Primera fase            | 15.º         | 3            | 0            | 1            | 2            | 2            | 4            | 6  | 3                     | 1                     | 2                     | 13                    | 11                    |                       |
| Total  | Mejor: Cuartos de Final | 2/7          | 4            | 1            | 2            | 1            | 6            | 3            | 63 | 34                    | 11                    | 18                    | 112                   | 74                    |                       |

### Eurocopa Sub-21
El torneo es jugado con selecciones sub-21, pero técnicamente son equipos sub-23 los que participan en él, y cada dos ediciones es el clasificatorio para los Juegos Olímpicos.
| Récord | Récord           | Récord       | Récord       | Récord       | Récord       | Récord       | Récord       | Récord       |                                 | Récord en la Eliminatoria       | Récord en la Eliminatoria       | Récord en la Eliminatoria       | Récord en la Eliminatoria       | Récord en la Eliminatoria       | Récord en la Eliminatoria |
| Año    | Ronda            | Pos.         | J            | G            | E            | P            | GF           | GC           | J                               | G                               | E                               | P                               | GF                              | GC                              |                           |
| ------ | ---------------- | ------------ | ------------ | ------------ | ------------ | ------------ | ------------ | ------------ | ------------------------------- | ------------------------------- | ------------------------------- | ------------------------------- | ------------------------------- | ------------------------------- | ------------------------- |
| 1978   | No clasificó     | No clasificó | No clasificó | No clasificó | No clasificó | No clasificó | No clasificó | No clasificó | 4                               | 1                               | 1                               | 2                               | 6                               | 8                               |                           |
| 1980   | No clasificó     | No clasificó | No clasificó | No clasificó | No clasificó | No clasificó | No clasificó | No clasificó | 4                               | 0                               | 1                               | 3                               | 1                               | 4                               |                           |
| 1982   | No clasificó     | No clasificó | No clasificó | No clasificó | No clasificó | No clasificó | No clasificó | No clasificó | 4                               | 1                               | 1                               | 2                               | 3                               | 6                               |                           |
| 1984   | No clasificó     | No clasificó | No clasificó | No clasificó | No clasificó | No clasificó | No clasificó | No clasificó | 4                               | 2                               | 1                               | 1                               | 10                              | 4                               |                           |
| 1986   | Cuartos de final | 6.º          | 2            | 0            | 1            | 1            | 2            | 3            | 6                               | 4                               | 1                               | 1                               | 7                               | 3                               |                           |
| 1988   | No clasificó     | No clasificó | No clasificó | No clasificó | No clasificó | No clasificó | No clasificó | No clasificó | 6                               | 1                               | 4                               | 1                               | 6                               | 6                               |                           |
| 1990   | Semifinal        | 3.º          | 4            | 2            | 1            | 1            | 7            | 4            | 6                               | 4                               | 2                               | 0                               | 10                              | 2                               |                           |
| 1992   | Finalista        | 2.º          | 6            | 3            | 1            | 2            | 4            | 4            | 6                               | 4                               | 2                               | 0                               | 17                              | 3                               |                           |
| 1994   | No clasificó     | No clasificó | No clasificó | No clasificó | No clasificó | No clasificó | No clasificó | No clasificó | 10                              | 4                               | 4                               | 2                               | 21                              | 8                               |                           |
| 1996   | No clasificó     | No clasificó | No clasificó | No clasificó | No clasificó | No clasificó | No clasificó | No clasificó | 8                               | 5                               | 1                               | 2                               | 15                              | 4                               |                           |
| 1998   | Cuartos de final | 6.º          | 3            | 1            | 0            | 2            | 3            | 3            | 10                              | 9                               | 0                               | 1                               | 30                              | 6                               |                           |
| 2000   | No clasificó     | No clasificó | No clasificó | No clasificó | No clasificó | No clasificó | No clasificó | No clasificó | 8                               | 2                               | 0                               | 6                               | 7                               | 15                              |                           |
| 2002   | No clasificó     | No clasificó | No clasificó | No clasificó | No clasificó | No clasificó | No clasificó | No clasificó | 12                              | 6                               | 4                               | 2                               | 22                              | 10                              |                           |
| 2004   | 4.º Lugar        | 4.º          | 5            | 3            | 1            | 1            | 11           | 7            | 10                              | 5                               | 3                               | 2                               | 20                              | 14                              |                           |
| 2006   | No clasificó     | No clasificó | No clasificó | No clasificó | No clasificó | No clasificó | No clasificó | No clasificó | 10                              | 6                               | 0                               | 4                               | 16                              | 12                              |                           |
| 2007   | No clasificó     | No clasificó | No clasificó | No clasificó | No clasificó | No clasificó | No clasificó | No clasificó | 4                               | 3                               | 0                               | 1                               | 8                               | 6                               |                           |
| 2009   | Semifinal        | 3.º          | 4            | 2            | 1            | 1            | 12           | 7            | Clasificado como país anfitrión | Clasificado como país anfitrión | Clasificado como país anfitrión | Clasificado como país anfitrión | Clasificado como país anfitrión | Clasificado como país anfitrión |                           |
| 2011   | No clasificó     | No clasificó | No clasificó | No clasificó | No clasificó | No clasificó | No clasificó | No clasificó | 10                              | 6                               | 2                               | 2                               | 17                              | 10                              |                           |
| 2013   | No clasificó     | No clasificó | No clasificó | No clasificó | No clasificó | No clasificó | No clasificó | No clasificó | 12                              | 7                               | 1                               | 4                               | 20                              | 14                              |                           |
| 2015   | Campeón          | 1.º          | 5            | 2            | 2            | 2            | 7            | 4            | 6                               | 3                               | 1                               | 2                               | 13                              | 11                              |                           |
| Total  | Mejor: Finalista | 6/19         | 24           | 11           | 5            | 8            | 39           | 28           | 140                             | 73                              | 29                              | 38                              | 249                             | 146                             |                           |

## Jugadores
Los jugadores que aparecen en Negrita son elegibles actualmente para jugar con el equipo olímpico.

### Más Apariciones
| #  | Nombre             | Periodo   | Apariciones | Goles |
| -- | ------------------ | --------- | ----------- | ----- |
| 1  | Alexander Farnerud | 2002–2006 | 35          | 12    |
| 2  | Mikael Dorsin      | 2000–2004 | 31          | 1     |
| 2  | Mattias Bjärsmyr   | 2005–2009 | 31          | 0     |
| 4  | Johan Elmander     | 2000–2004 | 30          | 12    |
| 4  | Tommy Jönsson      | 1995–1998 | 30          | 2     |
| 4  | Sven Andersson     | 1981–1986 | 30          | 0     |
| 7  | Ola Toivonen       | 2006–2009 | 28          | 13    |
| 7  | Jiloan Hamad       | 2009–2012 | 28          | 3     |
| 7  | Magnus Hedman      | 1992–1995 | 28          | 0     |
| 10 | Joakim Persson     | 1994–1998 | 27          | 8     |
| 10 | Fredrik Berglund   | 1998–2001 | 27          | 6     |
| 10 | Jon Jönsson        | 2002–2005 | 27          | 5     |
| 10 | Olof Mellberg      | 1996–1999 | 27          | 4     |
| 10 | Oscar Hiljemark    | 2011–     | 27          | 2     |

### Más Goles
| #  | Nombre             | Periodo   | Goles | Apariciones |
| -- | ------------------ | --------- | ----- | ----------- |
| 1  | Ola Toivonen       | 2006–2009 | 13    | 28          |
| 2  | Johan Elmander     | 2000–2004 | 12    | 30          |
| 2  | Alexander Farnerud | 2002–2006 | 12    | 35          |
| 4  | Niklas Skoog       | 1994–1995 | 10    | 14          |
| 5  | Lars Larsson       | 1982–1983 | 9     | 10          |
| 5  | Mikael Ishak       | 2012–     | 9     | 16          |
| 7  | Marcus Berg        | 2006–2009 | 8     | 19          |
| 7  | Hans Eklund        | 1987–1990 | 8     | 20          |
| 7  | Joakim Persson     | 1994–1998 | 8     | 27          |
| 10 | Erton Fejzullahu   | 2009–2010 | 7     | 7           |
| 10 | John Guidetti      | 2010–     | 7     | 12          |
| 10 | Denni Avdić        | 2007–2010 | 7     | 23          |